# Copa Perú 2009
La Copa Perú 2009 fue la edición número 37 de la competición y se disputó desde el mes de febrero en cada departamento del Perú. El torneo otorgó al cuadro vencedor, el León de Huánuco, un cupo para la Primera División del Perú de la temporada 2010, mientras que el subcampeón, el Tecnológico, participará en la Segunda División 2010.
Para esta edición se planteó el regreso del departamento de Ica a la Región IV, que integró hasta el año 2003, donde enfrentaría a los equipos de Lima y Callao. Sin embargo la Federación Peruana de Fútbol dejó sin efecto el cambio manteniéndose Ica en la Región VI, a la que pertenece desde el 2004.

## Etapa Regional
Se inició el 13 de septiembre luego de la finalización de la tercera etapa de la Copa Perú llamada "Etapa Departamental" que clasificó a dos equipos por cada Departamento del Perú. A estos clubes se unió el equipo que ocupó el último lugar en la Segunda División Peruana 2008: Universidad Técnica de Cajamarca.

### Región I
| Departamento | Club                    | Ciudad       |
| ------------ | ----------------------- | ------------ |
| Amazonas     | San Francisco de Asís   | Lonya Grande |
| Amazonas     | Unión Santo Domingo     | Chachapoyas  |
| Lambayeque   | Deportivo Dínamo FC     | Chiclayo     |
| Lambayeque   | Universidad de Chiclayo | Chiclayo     |
| Piura        | Atlético Grau           | Piura        |
| Piura        | Cultural Progreso       | Paita        |
| Tumbes       | Defensor San José       | Tumbes       |
| Tumbes       | Barza SC                | Zorritos     |

#### Grupo A
| Equipo              | PJ | PG | PE | PP | GF | GC | DG | Pts |
| ------------------- | -- | -- | -- | -- | -- | -- | -- | --- |
| Defensor San José   | 6  | 5  | 0  | 1  | 10 | 1  | +9 | 15  |
| Atlético Grau       | 6  | 3  | 0  | 3  | 12 | 9  | +3 | 9   |
| Unión Santo Domingo | 6  | 2  | 0  | 4  | 11 | 16 | -5 | 6   |
| Deportivo Dínamo    | 6  | 2  | 0  | 4  | 7  | 14 | -7 | 6   |

#### Grupo B
| Equipo                  | PJ | PG | PE | PP | GF | GC | DG  | Pts |
| ----------------------- | -- | -- | -- | -- | -- | -- | --- | --- |
| San Francisco de Asís   | 6  | 4  | 1  | 1  | 11 | 7  | +4  | 13  |
| Barza SC                | 6  | 3  | 2  | 1  | 8  | 4  | +4  | 11  |
| Universidad de Chiclayo | 5  | 1  | 3  | 1  | 6  | 3  | +3  | 6   |
| Cultural Progreso       | 5  | 0  | 0  | 5  | 1  | 12 | -11 | 0   |

#### Final regional
| Ciudad | Local             | Resultado | Visitante             |
| ------ | ----------------- | --------- | --------------------- |
| Tumbes | Defensor San José | 1 - 0     | San Francisco de Asís |

### Región II
| Departamento | Club                             | Ciudad      |
| ------------ | -------------------------------- | ----------- |
| Áncash       | Ramón Castilla                   | San Luis    |
| Áncash       | Juventud Culebreña               | Culebras    |
| Cajamarca    | Deportivo Municipal              | San Ignacio |
| Cajamarca    | Descendencia Michiquillay        | La Encañada |
| Cajamarca    | Universidad Técnica de Cajamarca | Cajamarca   |
| La Libertad  | Universitario de Trujillo        | Trujillo    |
| La Libertad  | Carlos A. Mannucci               | Trujillo    |
| San Martín   | Unión Tarapoto                   | Tarapoto    |
| San Martín   | Deportivo Cali                   | Tarapoto    |

#### Grupo A
| Equipo                    | PJ | PG | PE | PP | GF | GC | DG  | Pts |
| ------------------------- | -- | -- | -- | -- | -- | -- | --- | --- |
| Universitario de Trujillo | 8  | 6  | 0  | 2  | 21 | 5  | +16 | 18  |
| Descendencia Michiquillay | 8  | 4  | 1  | 3  | 9  | 12 | -3  | 13  |
| Juventud Culebreña        | 7  | 3  | 1  | 3  | 11 | 12 | -1  | 10  |
| Deportivo Cali            | 6  | 2  | 0  | 4  | 10 | 11 | -1  | 6   |
| UTC                       | 7  | 2  | 0  | 5  | 7  | 18 | -11 | 6   |

#### Grupo B
| Equipo              | PJ | PG | PE | PP | GF | GC | DG | Pts |
| ------------------- | -- | -- | -- | -- | -- | -- | -- | --- |
| Carlos A. Mannucci  | 6  | 3  | 1  | 2  | 9  | 2  | +7 | 10  |
| Ramón Castilla      | 6  | 3  | 1  | 2  | 10 | 9  | +1 | 10  |
| Deportivo Municipal | 6  | 3  | 0  | 3  | 6  | 7  | -1 | 9   |
| Unión Tarapoto      | 6  | 1  | 2  | 3  | 8  | 15 | -7 | 5   |

Partido extra
| Ciudad   |                    | Resultado |                |
| -------- | ------------------ | --------- | -------------- |
| Chiclayo | Carlos A. Mannucci | 4 - 2     | Ramón Castilla |

- En esta región no se disputó una final. Por lo tanto, las ubicaciones de Mannucci y Universitario fueron definidas mediante un sorteo, resultando como campeón el primero de ellos.

### Región III
| Departamento | Club                  | Ciudad     |
| ------------ | --------------------- | ---------- |
| Loreto       | Deportivo UNAP        | Iquitos    |
| Loreto       | San Francisco de Asís | Contamana  |
| Ucayali      | Tecnológico           | Campoverde |
| Ucayali      | Deportivo Bancos      | Pucallpa   |

| Equipo                | PJ | PG | PE | PP | GF | GC | DG | Pts |
| --------------------- | -- | -- | -- | -- | -- | -- | -- | --- |
| Tecnológico           | 6  | 4  | 1  | 1  | 15 | 11 | +4 | 13  |
| Deportivo UNAP        | 6  | 2  | 2  | 2  | 9  | 9  | 0  | 8   |
| Deportivo Bancos      | 6  | 2  | 2  | 2  | 10 | 11 | -1 | 8   |
| San Francisco de Asís | 6  | 1  | 1  | 4  | 9  | 12 | -3 | 4   |

Partido extra
| Ciudad |                  | Resultado |                |
| ------ | ---------------- | --------- | -------------- |
| Lima   | Deportivo Bancos | 2 - 4     | Deportivo UNAP |

### Región IV
| Departamento | Club                     | Ciudad |
| ------------ | ------------------------ | ------ |
| Callao       | Atlético Centenario      | Callao |
| Callao       | Pilsen Callao            | Callao |
| Lima         | Independiente Miraflores | Lima   |
| Lima         | Juventud La Rural        | Lima   |

#### Semifinales
| Local ida                | Resultado global | Local vuelta        | Ida   | Vuelta |
| ------------------------ | ---------------- | ------------------- | ----- | ------ |
| Juventud La Rural        | 2 - 0            | Pilsen Callao       | 0 - 0 | 2 - 0  |
| Independiente Miraflores | 4 - 2            | Atlético Centenario | 1 - 0 | 3 - 2  |

#### Final regional
| Lugar      | Local                    | Resultado        | Visitante         |
| ---------- | ------------------------ | ---------------- | ----------------- |
| Miraflores | Independiente Miraflores | 2 - 1 (prórroga) | Juventud La Rural |

### Región V
| Departamento | Club                       | Ciudad     |
| ------------ | -------------------------- | ---------- |
| Huánuco      | Alianza Universidad        | Huánuco    |
| Huánuco      | León de Huánuco            | Huánuco    |
| Junín        | Unión Juventud Carhuacatac | Tarma      |
| Junín        | Asociación Deportiva Tarma | Tarma      |
| Pasco        | Sport Ticlacayán           | Ticlacayán |
| Pasco        | Deportivo Municipal        | Yanahuanca |

#### Grupo A
| Equipo              | PJ | PG | PE | PP | GF | GC | DG | Pts |
| ------------------- | -- | -- | -- | -- | -- | -- | -- | --- |
| Alianza Universidad | 4  | 3  | 1  | 0  | 9  | 4  | +5 | 10  |
| Deportivo Municipal | 4  | 1  | 1  | 2  | 6  | 8  | -2 | 4   |
| ADT                 | 4  | 1  | 0  | 3  | 5  | 8  | -3 | 3   |

#### Grupo B
| Equipo               | PJ | PG | PE | PP | GF | GC | DG | Pts |
| -------------------- | -- | -- | -- | -- | -- | -- | -- | --- |
| León de Huánuco      | 4  | 3  | 1  | 0  | 7  | 1  | +6 | 10  |
| Sport Ticlacayán     | 4  | 2  | 0  | 2  | 6  | 4  | +2 | 7   |
| Juventud Carhuacatac | 4  | 0  | 1  | 3  | 0  | 8  | -8 | 1   |

#### Final regional
|                 | Resultado         |                     |
| --------------- | ----------------- | ------------------- |
| León de Huánuco | 1 - 1 2-3 penales | Alianza Universidad |

### Región VI
| Departamento | Club                | Ciudad       |
| ------------ | ------------------- | ------------ |
| Ayacucho     | Deportivo Municipal | Ayacucho     |
| Ayacucho     | Froebel Deportes    | Ayacucho     |
| Huancavelica | Diablos Rojos       | Huancavelica |
| Huancavelica | Social Lircay       | Lircay       |
| Ica          | Juventud Media Luna | Grocio Prado |
| Ica          | Olímpico Peruano    | Santiago     |

#### Grupo A
| Equipo              | PJ | PG | PE | PP | GF | GC | DG | Pts |
| ------------------- | -- | -- | -- | -- | -- | -- | -- | --- |
| Froebel Deportes    | 4  | 2  | 1  | 1  | 5  | 3  | +2 | 7   |
| Juventud Media Luna | 4  | 1  | 2  | 1  | 5  | 6  | -1 | 5   |
| Diablos Rojos       | 4  | 0  | 3  | 1  | 2  | 3  | -1 | 3   |

##### Fixture - Grupo A
|              |                        |                  |           |                  |
| Ciudad       | Estadio                | Local            | Resultado | Visita           |
| Grocio Prado | Municipal Grocio Prado | J. Media Luna    | 2 – 1     | Froebel deportes |
| Ayacucho     | Ciudad de Cumana       | Froebel Deportes | 1 – 0     | Diablos Rojos    |
| Huancavelica | IPD de Huancavelica    | Diablos Rojos    | 0 – 0     | J. Media Luna    |
| Ayacucho     | Ciudad de Cumana       | Froebel Deportes | 3 – 1     | J. Media Luna    |
| Huancavelica | IPD de Huancavelica    | Diablos Rojos    | 0 – 0     | Froebel Deportes |
| Grocio Prado | Municipal Grocio Prado | J. Media Luna    | 2 - 2     | Diablos Rojos    |

#### Grupo B
| Equipo                | PJ | PG | PE | PP | GF | GC | DG  | Pts |
| --------------------- | -- | -- | -- | -- | -- | -- | --- | --- |
| Municipal De Huamanga | 4  | 3  | 1  | 0  | 18 | 3  | +15 | 10  |
| Olímpico Peruano      | 4  | 2  | 1  | 1  | 15 | 5  | +10 | 7   |
| Social Lircay         | 4  | 0  | 0  | 4  | 3  | 28 | -25 | 0   |

##### Fixture - Grupo B
|              |                     |                     |           |                     |
| Ciudad       | Estadio             | Local               | Resultado | Visita              |
| Ayacucho     | Ciudad de Cumana    | Deportivo municipal | 10 – 1    | Social Lircay       |
| Huancavelica | IPD de Huancavelica | Social Lircay       | 1 - 4     | Olimpico Peruano    |
| Ica          | Picasso Peratta     | Olímpico Peruano    | 0 – 0     | Deportivo municipal |
| Huancavelica | IPD de Huancavelica | Social Lircay       | 0 – 4     | Deportivo municipal |
| Ica          | Picasso Peratta     | Olimpico Peruano    | 10 – 1    | Social Lircay       |
| Ayacucho     | Ciudad de Cumana    | Deportivo municipal | 4 - 2     | Olímpico Peruano    |

#### Final regional
|                  | Resultado |                       |
| ---------------- | --------- | --------------------- |
| Froebel Deportes | 2 - 0     | Municipal De Huamanga |

### Región VII
| Departamento | Club                 | Ciudad              |
| ------------ | -------------------- | ------------------- |
| Arequipa     | Unión Minas          | Orcopampa           |
| Arequipa     | Juventus Corazón     | Majes               |
| Moquegua     | Deportivo Enersur    | Ilo                 |
| Moquegua     | San Lino             | Omate               |
| Tacna        | Mariscal Miller      | Tacna               |
| Tacna        | Unión Alfonso Ugarte | Gregorio Albarracín |

#### Grupo A
| Equipo               | PJ | PG | PE | PP | GF | GC | DG | Pts |
| -------------------- | -- | -- | -- | -- | -- | -- | -- | --- |
| Unión Alfonso Ugarte | 4  | 2  | 2  | 0  | 6  | 2  | +4 | 8   |
| San Lino             | 4  | 1  | 2  | 1  | 3  | 5  | -2 | 5   |
| Juventus Corazón     | 4  | 0  | 2  | 2  | 4  | 6  | -2 | 2   |

| \| Jor. \| Fecha \| Estadio \| Ciudad \| Local \| Score \| Visitante \| \| ---- \| ---------- \| --------------------- \| ----------- \| -------------------- \| ----- \| -------------------- \| \| 1º \| 23-09-2009 \| Almirante Miguel Grau \| El Pedregal \| Juventus Corazón \| 2-2 \| San Lino \| \| 2º \| 27-09-2009 \| Jorge Basadre \| Tacna \| Unión Alfonso Ugarte \| 2-2 \| Juventus Corazón \| \| 3º \| 04-10-2009 \| Municipal de Omate \| Omate \| San Lino \| 0-0 \| Unión Alfonso Ugarte \| \| 4º \| 08-10-2009 \| Municipal de Omate \| Omate \| San Lino \| 1-0 \| Juventus Corazón \| \| 5º \| 11-10-2009 \| Almirante Miguel Grau \| El Pedregal \| Juventus Corazón \| 0-1 \| Unión Alfonso Ugarte \| \| 6º \| 17-10-2009 \| Jorge Basadre \| Tacna \| Unión Alfonso Ugarte \| 3-0 \| San Lino \| |            |                       |             |                      |       |                      |
| Jor. | Fecha      | Estadio               | Ciudad      | Local                | Score | Visitante            |
| 1º | 23-09-2009 | Almirante Miguel Grau | El Pedregal | Juventus Corazón     | 2-2   | San Lino             |
| 2º | 27-09-2009 | Jorge Basadre         | Tacna       | Unión Alfonso Ugarte | 2-2   | Juventus Corazón     |
| 3º | 04-10-2009 | Municipal de Omate    | Omate       | San Lino             | 0-0   | Unión Alfonso Ugarte |
| 4º | 08-10-2009 | Municipal de Omate    | Omate       | San Lino             | 1-0   | Juventus Corazón     |
| 5º | 11-10-2009 | Almirante Miguel Grau | El Pedregal | Juventus Corazón     | 0-1   | Unión Alfonso Ugarte |
| 6º | 17-10-2009 | Jorge Basadre         | Tacna       | Unión Alfonso Ugarte | 3-0   | San Lino             |

#### Grupo B
| Equipo            | PJ | PG | PE | PP | GF | GC | DG  | Pts |
| ----------------- | -- | -- | -- | -- | -- | -- | --- | --- |
| Unión Minas       | 4  | 4  | 0  | 0  | 17 | 3  | +14 | 12  |
| Deportivo Enersur | 4  | 2  | 0  | 2  | 7  | 7  | 0   | 6   |
| Mariscal Miller   | 4  | 0  | 0  | 4  | 4  | 18 | -14 | 0   |

| \| Jor. \| Fecha \| Estadio \| Ciudad \| Local \| Score \| Visitante \| \| ---- \| ---------- \| ---------------------- \| --------- \| ----------------- \| ----- \| ----------------- \| \| 1º \| 23-09-2009 \| Jorge Basadre \| Tacna \| Mariscal Miller \| 1-3 \| Unión Minas \| \| 2º \| 27-09-2009 \| Municipal de Orcopampa \| Orcopampa \| Unión Minas \| 1-0 \| Deportivo Enersur \| \| 3º \| 04-10-2009 \| Mariscal Nieto \| Ilo \| Deportivo Enersur \| 3-1 \| Mariscal Miller \| \| 4º \| 08-10-2009 \| Municipal de Orcopampa \| Orcopampa \| Unión Minas \| 10-0 \| Mariscal Miller \| \| 5º \| 11-10-2009 \| Mariscal Nieto \| Ilo \| Deportivo Enersur \| 2-3 \| Unión Minas \| \| 6º \| 17-10-2009 \| Jorge Basadre \| Tacna \| Mariscal Miller \| 1-2 \| Deportivo Enersur \| |            |                        |           |                   |       |                   |
| Jor. | Fecha      | Estadio                | Ciudad    | Local             | Score | Visitante         |
| 1º | 23-09-2009 | Jorge Basadre          | Tacna     | Mariscal Miller   | 1-3   | Unión Minas       |
| 2º | 27-09-2009 | Municipal de Orcopampa | Orcopampa | Unión Minas       | 1-0   | Deportivo Enersur |
| 3º | 04-10-2009 | Mariscal Nieto         | Ilo       | Deportivo Enersur | 3-1   | Mariscal Miller   |
| 4º | 08-10-2009 | Municipal de Orcopampa | Orcopampa | Unión Minas       | 10-0  | Mariscal Miller   |
| 5º | 11-10-2009 | Mariscal Nieto         | Ilo       | Deportivo Enersur | 2-3   | Unión Minas       |
| 6º | 17-10-2009 | Jorge Basadre          | Tacna     | Mariscal Miller   | 1-2   | Deportivo Enersur |

#### Semifinales
| Local ida         | Resultado global | Local vuelta         | Ida   | Vuelta |
| ----------------- | ---------------- | -------------------- | ----- | ------ |
| San Lino          | 2 - 8            | Unión Minas          | 1 - 4 | 1 - 4  |
| Deportivo Enersur | 2 - 5            | Unión Alfonso Ugarte | 1 - 2 | 1 - 3  |

- En esta región no se disputó una final, por lo que el campeón y subcampeón se decidió sobre la base de los resultados globales de las semifinales. En consecuencia, el título de la Región VII fue para Unión Minas de Orcopampa y el subcampeonato para Unión Alfonso Ugarte.

| \| Jor. \| Fecha \| Estadio \| Ciudad \| Local \| Score \| Visitante \| \| ---- \| ---------- \| ---------------------- \| --------- \| ----------- \| ----- \| ----------- \| \| A-1 \| 25-10-2009 \| Municipal de Omate \| Omate \| San Lino \| 1–4 \| Unión Minas \| \| A-1 \| 31-10-2009 \| Municipal de Orcopampa \| Orcopampa \| Unión Minas \| 4-1 \| San Lino \| |            |                        |           |             |       |             |
| Jor. | Fecha      | Estadio                | Ciudad    | Local       | Score | Visitante   |
| A-1 | 25-10-2009 | Municipal de Omate     | Omate     | San Lino    | 1–4   | Unión Minas |
| A-1 | 31-10-2009 | Municipal de Orcopampa | Orcopampa | Unión Minas | 4-1   | San Lino    |

| \| Jor. \| Fecha \| Estadio \| Ciudad \| Local \| Score \| Visitante \| \| ---- \| ---------- \| -------------- \| ------ \| -------------------- \| ----- \| -------------------- \| \| A-1 \| 25-10-2009 \| Mariscal Nieto \| Ilo \| Deportivo Enersur \| 1–2 \| Unión Alfonso Ugarte \| \| A-1 \| 31-10-2009 \| Jorge Basadre \| Tacna \| Unión Alfonso Ugarte \| 3-1 \| Deportivo Enersur \| |            |                |        |                      |       |                      |
| Jor. | Fecha      | Estadio        | Ciudad | Local                | Score | Visitante            |
| A-1 | 25-10-2009 | Mariscal Nieto | Ilo    | Deportivo Enersur    | 1–2   | Unión Alfonso Ugarte |
| A-1 | 31-10-2009 | Jorge Basadre  | Tacna  | Unión Alfonso Ugarte | 3-1   | Deportivo Enersur    |

### Región VIII
| Departamento  | Club                  | Ciudad           |
| ------------- | --------------------- | ---------------- |
| Apurímac      | José María Arguedas   | Andahuaylas      |
| Apurímac      | Deportivo Educación   | Abancay          |
| Cusco         | Deportivo Garcilaso   | Cuzco            |
| Cusco         | Humberto Luna         | Calca            |
| Madre de Dios | Juventud La Joya      | Puerto Maldonado |
| Madre de Dios | Minsa Fútbol Club     | Puerto Maldonado |
| Puno          | Franciscano San Román | Juliaca          |
| Puno          | Diablos Rojos         | Juliaca          |

#### Grupo A
| Equipo                | PJ | PG | PE | PP | GF | GC | DG  | Pts |
| --------------------- | -- | -- | -- | -- | -- | -- | --- | --- |
| José María Arguedas   | 5  | 4  | 0  | 1  | 15 | 4  | +11 | 12  |
| Deportivo Garcilaso   | 6  | 3  | 1  | 2  | 14 | 12 | +2  | 10  |
| Franciscano San Román | 5  | 1  | 2  | 2  | 13 | 11 | +2  | 8   |
| Minsa Fútbol Club     | 6  | 0  | 1  | 5  | 8  | 23 | -15 | 1   |

#### Grupo B
| Equipo           | PJ | PG | PE | PP | GF | GC | DG | Pts |
| ---------------- | -- | -- | -- | -- | -- | -- | -- | --- |
| Diablos Rojos    | 6  | 3  | 1  | 2  | 17 | 9  | +8 | 10  |
| DEA              | 6  | 3  | 1  | 2  | 9  | 6  | +3 | 10  |
| Humberto Luna    | 6  | 2  | 1  | 3  | 8  | 12 | -4 | 7   |
| Juventud La Joya | 6  | 2  | 1  | 3  | 8  | 15 | -7 | 7   |

Partido extra
| Ciudad |               | Resultado |     |
| ------ | ------------- | --------- | --- |
| Cuzco  | Diablos Rojos | 4 - 1     | DEA |

#### Final regional
| Local ida     | Resultado global  | Local vuelta        | Ida   | Vuelta |
| ------------- | ----------------- | ------------------- | ----- | ------ |
| Diablos Rojos | 6 - 3 3-4 penales | José María Arguedas | 6 - 1 | 0 - 2  |

- No se utilizó diferencia de goles en la final.

## Etapa Nacional
El sorteo de las localías se llevó a cabo el 3 de noviembre en la Videna. En el evento se ratificó que la instancia final la jugarán dos equipos en partidos de ida y vuelta y no cuatro de ellos mediante un cuadrangular (la conocida "La Finalísima").
|  | Octavos de final          | Octavos de final         | Octavos de final         |                     |   | Cuartos de final          | Cuartos de final          | Cuartos de final          |  |  | Semifinales              | Semifinales              | Semifinales              |  |  | Final                | Final                | Final                |
|  | del 7 al 15 de noviembre  | del 7 al 15 de noviembre | del 7 al 15 de noviembre |                     |   | del 21 al 29 de noviembre | del 21 al 29 de noviembre | del 21 al 29 de noviembre |  |  | del 6 al 13 de diciembre | del 6 al 13 de diciembre | del 6 al 13 de diciembre |  |  | 16 y 20 de diciembre | 16 y 20 de diciembre | 16 y 20 de diciembre |
|  |                           |                          |                          |                     |   |                           |                           |                           |  |  |                          |                          |                          |  |  |                      |                      |                      |
|  |                           |                          |                          |                     |   |                           |                           |                           |  |  |                          |                          |                          |  |  |                      |                      |                      |
|  |                           |                          |                          |                     |   |                           |                           |                           |  |  |                          |                          |                          |  |  |                      |                      |                      |
|  | Defensor San José (p)     | 2                        | 0 (3)                    |                     |   |                           |                           |                           |  |  |                          |                          |                          |  |  |                      |                      |                      |
|  | Defensor San José (p)     | 2                        | 0 (3)                    |                     |   |                           |                           |                           |  |  |                          |                          |                          |  |  |                      |                      |                      |
|  | Universitario de Trujillo | 0                        | 2 (2)                    |                     |   |                           |                           |                           |  |  |                          |                          |                          |  |  |                      |                      |                      |
|  | Universitario de Trujillo | 0                        | 2 (2)                    | Carlos A. Mannucci  | 1 | 1 (4)                     |                           |                           |  |  |                          |                          |                          |  |  |                      |                      |                      |
|  |                           |                          |                          |                     | 1 | 1 (4)                     |                           |                           |  |  |                          |                          |                          |  |  |                      |                      |                      |
|  |                           | Defensor San José (p)    | 1                        | 1(5)                |   |                           |                           |                           |  |  |                          |                          |                          |  |  |                      |                      |                      |
|  | Carlos A. Mannucci        | Defensor San José (p)    | 1                        | 1(5)                | 0 | 2                         |                           |                           |  |  |                          |                          |                          |  |  |                      |                      |                      |
|  | Carlos A. Mannucci        |                          |                          |                     | 0 | 2                         |                           |                           |  |  |                          |                          |                          |  |  |                      |                      |                      |
|  | San Francisco de Asís     | 1                        | 0                        |                     |   |                           |                           |                           |  |  |                          |                          |                          |  |  |                      |                      |                      |
|  | San Francisco de Asís     | 1                        | 0                        | Defensor San José   | 2 | 0                         |                           |                           |  |  |                          |                          |                          |  |  |                      |                      |                      |
|  |                           |                          |                          |                     | 2 | 0                         |                           |                           |  |  |                          |                          |                          |  |  |                      |                      |                      |
|  |                           | Tecnológico              | 0                        | 3                   |   |                           |                           |                           |  |  |                          |                          |                          |  |  |                      |                      |                      |
|  | La Rural                  | Tecnológico              | 0                        | 3                   | 2 | 0                         |                           |                           |  |  |                          |                          |                          |  |  |                      |                      |                      |
|  | La Rural                  |                          |                          |                     | 2 | 0                         |                           |                           |  |  |                          |                          |                          |  |  |                      |                      |                      |
|  | Tecnológico               | 0                        | 3                        |                     |   |                           |                           |                           |  |  |                          |                          |                          |  |  |                      |                      |                      |
|  | Tecnológico               | 0                        | 3                        | DIM                 | 0 | 0                         |                           |                           |  |  |                          |                          |                          |  |  |                      |                      |                      |
|  |                           |                          |                          |                     | 0 | 0                         |                           |                           |  |  |                          |                          |                          |  |  |                      |                      |                      |
|  |                           | Tecnológico              | 0                        | 1                   |   |                           |                           |                           |  |  |                          |                          |                          |  |  |                      |                      |                      |
|  | Deportivo UNAP            | Tecnológico              | 0                        | 1                   | 2 | 0                         |                           |                           |  |  |                          |                          |                          |  |  |                      |                      |                      |
|  | Deportivo UNAP            |                          |                          |                     | 2 | 0                         |                           |                           |  |  |                          |                          |                          |  |  |                      |                      |                      |
|  | DIM                       | 1                        | 3                        |                     |   |                           |                           |                           |  |  |                          |                          |                          |  |  |                      |                      |                      |
|  | DIM                       | 1                        | 3                        | Tecnológico         | 1 | 0                         |                           |                           |  |  |                          |                          |                          |  |  |                      |                      |                      |
|  |                           |                          |                          |                     | 1 | 0                         |                           |                           |  |  |                          |                          |                          |  |  |                      |                      |                      |
|  |                           | León de Huánuco (v)      | 1                        | 0                   |   |                           |                           |                           |  |  |                          |                          |                          |  |  |                      |                      |                      |
|  | Alianza Universidad       | León de Huánuco (v)      | 1                        | 0                   | 3 | 1                         |                           |                           |  |  |                          |                          |                          |  |  |                      |                      |                      |
|  | Alianza Universidad       |                          |                          |                     | 3 | 1                         |                           |                           |  |  |                          |                          |                          |  |  |                      |                      |                      |
|  | Municipal Huamanga        | 2                        | 1                        |                     |   |                           |                           |                           |  |  |                          |                          |                          |  |  |                      |                      |                      |
|  | Municipal Huamanga        | 2                        | 1                        | Alianza Universidad | 0 | 0                         |                           |                           |  |  |                          |                          |                          |  |  |                      |                      |                      |
|  |                           |                          |                          |                     | 0 | 0                         |                           |                           |  |  |                          |                          |                          |  |  |                      |                      |                      |
|  |                           | León de Huánuco          | 0                        | 1                   |   |                           |                           |                           |  |  |                          |                          |                          |  |  |                      |                      |                      |
|  | Froebel Deportes          | León de Huánuco          | 0                        | 1                   | 3 | 0                         |                           |                           |  |  |                          |                          |                          |  |  |                      |                      |                      |
|  | Froebel Deportes          |                          |                          |                     | 3 | 0                         |                           |                           |  |  |                          |                          |                          |  |  |                      |                      |                      |
|  | León de Huánuco (v)       | 1                        | 2                        |                     |   |                           |                           |                           |  |  |                          |                          |                          |  |  |                      |                      |                      |
|  | León de Huánuco (v)       | 1                        | 2                        | León de Huánuco     | 2 | 1                         |                           |                           |  |  |                          |                          |                          |  |  |                      |                      |                      |
|  |                           |                          |                          |                     | 2 | 1                         |                           |                           |  |  |                          |                          |                          |  |  |                      |                      |                      |
|  |                           | Diablos Rojos            | 0                        | 2                   |   |                           |                           |                           |  |  |                          |                          |                          |  |  |                      |                      |                      |
|  | Unión Minas (Orcopampa)   | Diablos Rojos            | 0                        | 2                   | 1 | 2                         |                           |                           |  |  |                          |                          |                          |  |  |                      |                      |                      |
|  | Unión Minas (Orcopampa)   |                          |                          |                     | 1 | 2                         |                           |                           |  |  |                          |                          |                          |  |  |                      |                      |                      |
|  | Diablos Rojos             | 2                        | 4                        |                     |   |                           |                           |                           |  |  |                          |                          |                          |  |  |                      |                      |                      |
|  | Diablos Rojos             | 2                        | 4                        | Diablos Rojos       | 2 | 2                         |                           |                           |  |  |                          |                          |                          |  |  |                      |                      |                      |
|  |                           |                          |                          |                     | 2 | 2                         |                           |                           |  |  |                          |                          |                          |  |  |                      |                      |                      |
|  |                           | Unión Alfonso Ugarte     | 1                        | 2                   |   |                           |                           |                           |  |  |                          |                          |                          |  |  |                      |                      |                      |
|  | José María Arguedas       | Unión Alfonso Ugarte     | 1                        | 2                   | 2 | 1                         |                           |                           |  |  |                          |                          |                          |  |  |                      |                      |                      |
|  | José María Arguedas       |                          |                          |                     | 2 | 1                         |                           |                           |  |  |                          |                          |                          |  |  |                      |                      |                      |
|  | Unión Alfonso Ugarte      | 1                        | 4                        |                     |   |                           |                           |                           |  |  |                          |                          |                          |  |  |                      |                      |                      |

| \| Jor. \| Fecha \| Estadio \| Ciudad \| Local \| Score \| Visitante \| \| ---- \| ---------- \| ------------------- \| ----------- \| ---------------------- \| --------- \| ---------------------- \| \| A \| 08-11-2009 \| Mariscal Caceres \| Tumbes \| San José \| 2–0 \| Universitario Trujillo \| \| A \| 14-11-2009 \| Mansiche \| Trujillo \| Universitario Trujillo \| 2(2)-0(3) \| San José \| \| B \| 07-11-2009 \| Mansiche \| Trujillo \| Carlos A. Mannucci \| 0–1 \| San Francisco de Asís \| \| B \| 15-11-2009 \| Manuel Mesones Muro \| Bagua \| San Francisco de Asís \| 0-2 \| Carlos A. Mannucci \| \| C \| 08-11-2009 \| Marcial Villanueva \| Huaura \| La Rural \| 2–0 \| Tecnológico \| \| C \| 15-11-2009 \| Aliardo Soria \| Pucallpa \| Tecnológico \| 3-0 \| La Rural \| \| D \| 08-11-2009 \| Max Augustín \| Iquitos \| UNAP \| 2–1 \| DIM \| \| D \| 14-11-2009 \| Manuel Bonilla \| Lima \| DIM \| 3-0 \| UNAP \| \| E \| 08-11-2009 \| Heraclio Tapia \| Huánuco \| Alianza Universidad \| 3–2 \| Municipal Huamanga \| \| E \| 15-11-2009 \| Ciudad de Cumaná \| Ayacucho \| Municipal Huamanga \| 1-1 \| Alianza Universidad \| \| F \| 07-11-2009 \| Ciudad de Cumaná \| Ayacucho \| Froebel Deportes \| 3–1 \| León Huánuco \| \| F \| 15-11-2009 \| Heraclio Tapia \| Huánuco \| León de Huánuco \| 2–0 \| Froebel Deportes \| \| G \| 08-11-2009 \| Municipal Orcopampa \| Orcopampa \| Unión Minas \| 1–2 \| Diablos Rojos \| \| G \| 15-11-2009 \| Guillermo Briceño \| Juliaca \| Diablos Rojos \| 4-2 \| Unión Minas \| \| H \| 08-11-2009 \| Los Chankas \| Andahuaylas \| José Maria Arguedas \| 2–1 \| Union Alfonso Ugarte \| \| H \| 15-11-2009 \| Jorge Basadre \| Tacna \| Union Alfonso Ugarte \| 4-1 \| José María Arguedas \| |            |                     |             |                        |           |                        |
| Jor. | Fecha      | Estadio             | Ciudad      | Local                  | Score     | Visitante              |
| A | 08-11-2009 | Mariscal Caceres    | Tumbes      | San José               | 2–0       | Universitario Trujillo |
| A | 14-11-2009 | Mansiche            | Trujillo    | Universitario Trujillo | 2(2)-0(3) | San José               |
| B | 07-11-2009 | Mansiche            | Trujillo    | Carlos A. Mannucci     | 0–1       | San Francisco de Asís  |
| B | 15-11-2009 | Manuel Mesones Muro | Bagua       | San Francisco de Asís  | 0-2       | Carlos A. Mannucci     |
| C | 08-11-2009 | Marcial Villanueva  | Huaura      | La Rural               | 2–0       | Tecnológico            |
| C | 15-11-2009 | Aliardo Soria       | Pucallpa    | Tecnológico            | 3-0       | La Rural               |
| D | 08-11-2009 | Max Augustín        | Iquitos     | UNAP                   | 2–1       | DIM                    |
| D | 14-11-2009 | Manuel Bonilla      | Lima        | DIM                    | 3-0       | UNAP                   |
| E | 08-11-2009 | Heraclio Tapia      | Huánuco     | Alianza Universidad    | 3–2       | Municipal Huamanga     |
| E | 15-11-2009 | Ciudad de Cumaná    | Ayacucho    | Municipal Huamanga     | 1-1       | Alianza Universidad    |
| F | 07-11-2009 | Ciudad de Cumaná    | Ayacucho    | Froebel Deportes       | 3–1       | León Huánuco           |
| F | 15-11-2009 | Heraclio Tapia      | Huánuco     | León de Huánuco        | 2–0       | Froebel Deportes       |
| G | 08-11-2009 | Municipal Orcopampa | Orcopampa   | Unión Minas            | 1–2       | Diablos Rojos          |
| G | 15-11-2009 | Guillermo Briceño   | Juliaca     | Diablos Rojos          | 4-2       | Unión Minas            |
| H | 08-11-2009 | Los Chankas         | Andahuaylas | José Maria Arguedas    | 2–1       | Union Alfonso Ugarte   |
| H | 15-11-2009 | Jorge Basadre       | Tacna       | Union Alfonso Ugarte   | 4-1       | José María Arguedas    |

| \| Jor. \| Fecha \| Estadio \| Ciudad \| Local \| Score \| Visitante \| \| ---- \| ---------- \| ----------------- \| -------- \| -------------------- \| --------- \| -------------------- \| \| 1 \| 21-11-2009 \| Mansiche \| Trujillo \| Carlos A. Mannucci \| 1-1 \| San José \| \| 1 \| 29-11-2009 \| Mariscal Caceres \| Tumbes \| San José \| 1(5)-1(4) \| Carlos A. Mannucci \| \| 2 \| 21-11-2009 \| Manuel Bonilla \| Lima \| DIM \| 0-0 \| Tecnológico \| \| 2 \| 29-11-2009 \| Aliardo Soria \| Pucallpa \| Tecnológico \| 1-0 \| DIM \| \| 3 \| 10-11-2009 \| Heraclio Tapia \| Huánuco \| Alianza Universidad \| 0-0 \| León de Huánuco \| \| 3 \| 29-11-2009 \| Heraclio Tapia \| Huánuco \| León Huánuco \| 1-0 \| Alianza Universidad \| \| 4 \| 22-11-2009 \| Guillermo Briceño \| Juliaca \| Diablos Rojos \| 2-1 \| Unión Alfonso Ugarte \| \| 4 \| 29-11-2009 \| Jorge Basadre \| Tacna \| Unión Alfonso Ugarte \| 2-2 \| Diablos Rojos \| |            |                   |          |                      |           |                      |
| Jor. | Fecha      | Estadio           | Ciudad   | Local                | Score     | Visitante            |
| 1 | 21-11-2009 | Mansiche          | Trujillo | Carlos A. Mannucci   | 1-1       | San José             |
| 1 | 29-11-2009 | Mariscal Caceres  | Tumbes   | San José             | 1(5)-1(4) | Carlos A. Mannucci   |
| 2 | 21-11-2009 | Manuel Bonilla    | Lima     | DIM                  | 0-0       | Tecnológico          |
| 2 | 29-11-2009 | Aliardo Soria     | Pucallpa | Tecnológico          | 1-0       | DIM                  |
| 3 | 10-11-2009 | Heraclio Tapia    | Huánuco  | Alianza Universidad  | 0-0       | León de Huánuco      |
| 3 | 29-11-2009 | Heraclio Tapia    | Huánuco  | León Huánuco         | 1-0       | Alianza Universidad  |
| 4 | 22-11-2009 | Guillermo Briceño | Juliaca  | Diablos Rojos        | 2-1       | Unión Alfonso Ugarte |
| 4 | 29-11-2009 | Jorge Basadre     | Tacna    | Unión Alfonso Ugarte | 2-2       | Diablos Rojos        |

| \| Jor. \| Fecha \| Estadio \| Ciudad \| Local \| Score \| Visitante \| \| ---- \| ---------- \| ----------------- \| -------- \| --------------- \| ----- \| --------------- \| \| 1 \| 06-12-2009 \| Mariscal Caceres \| Tumbes \| San José \| 2-0 \| Tecnológico \| \| 1 \| 13-12-2009 \| Aliardo Soria \| Pucallpa \| Tecnológico \| 3-0 \| San José \| \| 2 \| 06-12-2009 \| Heraclio Tapia \| Huánuco \| León de Huánuco \| 2-0 \| Diablos Rojos \| \| 2 \| 13-12-2009 \| Guillermo Briceño \| Juliaca \| Diablos Rojos \| 2-1 \| León de Huánuco \| |            |                   |          |                 |       |                 |
| Jor. | Fecha      | Estadio           | Ciudad   | Local           | Score | Visitante       |
| 1 | 06-12-2009 | Mariscal Caceres  | Tumbes   | San José        | 2-0   | Tecnológico     |
| 1 | 13-12-2009 | Aliardo Soria     | Pucallpa | Tecnológico     | 3-0   | San José        |
| 2 | 06-12-2009 | Heraclio Tapia    | Huánuco  | León de Huánuco | 2-0   | Diablos Rojos   |
| 2 | 13-12-2009 | Guillermo Briceño | Juliaca  | Diablos Rojos   | 2-1   | León de Huánuco |

| \| Jor. \| Fecha \| Estadio \| Ciudad \| Local \| Score \| Visitante \| \| ---- \| ---------- \| -------------- \| -------- \| ------------ \| ----- \| --------------- \| \| 1 \| 16-12-2009 \| Aliardo Soria \| Pucallpa \| Tecnológico \| 1-1 \| León de Huánuco \| \| 1 \| 20-12-2009 \| Heraclio Tapia \| Huánuco \| León Huánuco \| 0-0 \| Tecnológico \| |            |                |          |              |       |                 |
| Jor. | Fecha      | Estadio        | Ciudad   | Local        | Score | Visitante       |
| 1 | 16-12-2009 | Aliardo Soria  | Pucallpa | Tecnológico  | 1-1   | León de Huánuco |
| 1 | 20-12-2009 | Heraclio Tapia | Huánuco  | León Huánuco | 0-0   | Tecnológico     |

### Final
| 16 de diciembre de 2009 | Tecnológico         | 1:1 (1:0) | León de Huánuco | Estadio Aliardo Soria, Pucallpa                            |                                                            |
|                         | Jhonny Oliveira 36' |           | Ever Chávez 51' | Asistencia: 15.000 espectadores Árbitro(s): Henry Gambetta | Asistencia: 15.000 espectadores Árbitro(s): Henry Gambetta |

| 20 de diciembre de 2009 | León de Huánuco | 0:0 | Tecnológico | Estadio Heraclio Tapia, Huánuco                         |  |
|                         |                 |     |             | Asistencia: 15.000 espectadores Árbitro(s): Percy Rojas |  |

- León de Huánuco campeón por la Regla del gol de visitante.

#### Ida
| 1          | POR        | Benito Mendoza     |     |
| 14         | DEF        | César Pisco        |     |
| 2          | DEF        | Rolando Mario      |     |
| 6          | DEF        | Jaime Cuadros      |     |
| 27         | DEF        | Alexander Castillo |     |
| 16         | MED        | Robert Romero      | 74' |
| 7          | MED        | Jacker Acosta      |     |
| 8          | MED        | Javier Hidalgo     |     |
| 15         | MED        | Gino Valle         | 84' |
| 28         | DEL        | Christian Sánchez  |     |
| 20         | DEL        | Johnny Oliveira    | 54' |
| Entrenador | Entrenador | José Chacaltana    |     |

| 1          | POR        | Haruki Kanashiro    |     |
| 5          | DEF        | Juan De La Haza     |     |
| 4          | DEF        | Manuel Abad         |     |
| 15         | DEF        | Roberto Tristan     |     |
| 3          | DEF        | David Ponce de León | 77' |
| 23         | MED        | Ever Chávez         | 77' |
| 25         | MED        | Dennis Palma        |     |
| 8          | MED        | Robert León         |     |
| 14         | MED        | Cesáreo Núñez       | 45' |
| 18         | DEL        | Jorge Lozada        |     |
| 7          | DEL        | Pedro Miranda       |     |
| Entrenador | Entrenador | Leo Rojas           |     |

| 19 | MED | John Sosa        | 54' |
| 10 | MED | Jhonny Mendieta  | 74' |
| 9  | DEL | Jhonny Olórtegui | 84' |

| 27 | DEL | Herson Gastiaburú | 45' |
| 22 | MED | Luis Marcenaro    | 77' |
| 24 | MED | Carlos Vela       | 77' |

| Anotado | 36' | Johnny Oliveira | 1-0 |

| Anotado | 51' | Ever Chávez | 1-1 |

| Amonestado |  | Johnny Oliveira |

| Amonestado |  | Manuel Abad   |
| Amonestado |  | Dennis Palma  |
| Amonestado |  | Cesareo Núñez |
| Amonestado |  | Jorge Lozada  |

| Árbitro             | Henry Gambetta |
| Árbitros asistentes | Jonny Bossio   |
| Árbitros asistentes | Luis Ávila     |
| Cuarto árbitro      | Isaac Berrospi |

| 1          | POR        | Benito Mendoza     |     |
| 14         | DEF        | César Pisco        |     |
| 2          | DEF        | Rolando Mario      |     |
| 6          | DEF        | Jaime Cuadros      |     |
| 27         | DEF        | Alexander Castillo |     |
| 16         | MED        | Robert Romero      | 74' |
| 7          | MED        | Jacker Acosta      |     |
| 8          | MED        | Javier Hidalgo     |     |
| 15         | MED        | Gino Valle         | 84' |
| 28         | DEL        | Christian Sánchez  |     |
| 20         | DEL        | Johnny Oliveira    | 54' |
| Entrenador | Entrenador | José Chacaltana    |     |

| 1          | POR        | Haruki Kanashiro    |     |
| 5          | DEF        | Juan De La Haza     |     |
| 4          | DEF        | Manuel Abad         |     |
| 15         | DEF        | Roberto Tristan     |     |
| 3          | DEF        | David Ponce de León | 77' |
| 23         | MED        | Ever Chávez         | 77' |
| 25         | MED        | Dennis Palma        |     |
| 8          | MED        | Robert León         |     |
| 14         | MED        | Cesáreo Núñez       | 45' |
| 18         | DEL        | Jorge Lozada        |     |
| 7          | DEL        | Pedro Miranda       |     |
| Entrenador | Entrenador | Leo Rojas           |     |

| 19 | MED | John Sosa        | 54' |
| 10 | MED | Jhonny Mendieta  | 74' |
| 9  | DEL | Jhonny Olórtegui | 84' |

| 27 | DEL | Herson Gastiaburú | 45' |
| 22 | MED | Luis Marcenaro    | 77' |
| 24 | MED | Carlos Vela       | 77' |

| Anotado | 36' | Johnny Oliveira | 1-0 |

| Anotado | 51' | Ever Chávez | 1-1 |

| Amonestado |  | Johnny Oliveira |

| Amonestado |  | Manuel Abad   |
| Amonestado |  | Dennis Palma  |
| Amonestado |  | Cesareo Núñez |
| Amonestado |  | Jorge Lozada  |

| Árbitro             | Henry Gambetta |
| Árbitros asistentes | Jonny Bossio   |
| Árbitros asistentes | Luis Ávila     |
| Cuarto árbitro      | Isaac Berrospi |

#### Vuelta
| 1          | POR        | Haruki Kanashiro    |     |
| 5          | DEF        | Juan De La Haza     | 46' |
| 4          | DEF        | Manuel Abad         |     |
| 15         | DEF        | Roberto Tristan     |     |
| 3          | DEF        | David Ponce de León |     |
| 8          | MED        | Robert León         |     |
| 25         | MED        | Dennis Palma        |     |
| 13         | MED        | Víctor Peña         |     |
| 6          | MED        | Ever Chávez         |     |
| 18         | DEL        | Jorge Lozada        |     |
| 7          | DEL        | Pedro Miranda       |     |
| Entrenador | Entrenador | Leo Rojas           |     |

| 1          | POR        | Benito Mendoza     |     |
| 14         | DEF        | César Pisco        |     |
| 2          | DEF        | Rolando Mario      |     |
| 6          | DEF        | Jaime Cuadros      |     |
| 27         | DEF        | Alexander Castillo |     |
| 7          | MED        | Jacker Acosta      | 68' |
| 8          | MED        | Javier Hidalgo     |     |
| 16         | MED        | Robert Romero      |     |
| 15         | MED        | Gino Valle         | 75' |
| 30         | DEL        | Ronny Santillán    | 52' |
| 28         | DEL        | Christian Sánchez  |     |
| Entrenador | Entrenador | José Chacaltana    |     |

| 27 | DEL | Herson Gastiaburú | 46' |

| 9  | DEL | Jhonny Olórtegui | 52' |
| 22 | DEF | Richard Solano   | 68' |
| 24 | MED | John Sosa        | 75' |

| Amonestado |  | David Ponce de León |

| Amonestado |  | César Pisco       |
| Amonestado |  | Mario Rolando     |
| Amonestado |  | Jaime Cuadros     |
| Amonestado |  | Christian Sánchez |
| Amonestado |  | Richard Solano    |

| Árbitro             | Percy Rojas       |
| Árbitros asistentes | César Escano      |
| Árbitros asistentes | Luis Abadie       |
| Cuarto árbitro      | Miguel Magallanes |

| 1          | POR        | Haruki Kanashiro    |     |
| 5          | DEF        | Juan De La Haza     | 46' |
| 4          | DEF        | Manuel Abad         |     |
| 15         | DEF        | Roberto Tristan     |     |
| 3          | DEF        | David Ponce de León |     |
| 8          | MED        | Robert León         |     |
| 25         | MED        | Dennis Palma        |     |
| 13         | MED        | Víctor Peña         |     |
| 6          | MED        | Ever Chávez         |     |
| 18         | DEL        | Jorge Lozada        |     |
| 7          | DEL        | Pedro Miranda       |     |
| Entrenador | Entrenador | Leo Rojas           |     |

| 1          | POR        | Benito Mendoza     |     |
| 14         | DEF        | César Pisco        |     |
| 2          | DEF        | Rolando Mario      |     |
| 6          | DEF        | Jaime Cuadros      |     |
| 27         | DEF        | Alexander Castillo |     |
| 7          | MED        | Jacker Acosta      | 68' |
| 8          | MED        | Javier Hidalgo     |     |
| 16         | MED        | Robert Romero      |     |
| 15         | MED        | Gino Valle         | 75' |
| 30         | DEL        | Ronny Santillán    | 52' |
| 28         | DEL        | Christian Sánchez  |     |
| Entrenador | Entrenador | José Chacaltana    |     |

| 27 | DEL | Herson Gastiaburú | 46' |

| 9  | DEL | Jhonny Olórtegui | 52' |
| 22 | DEF | Richard Solano   | 68' |
| 24 | MED | John Sosa        | 75' |

| Amonestado |  | David Ponce de León |

| Amonestado |  | César Pisco       |
| Amonestado |  | Mario Rolando     |
| Amonestado |  | Jaime Cuadros     |
| Amonestado |  | Christian Sánchez |
| Amonestado |  | Richard Solano    |

| Árbitro             | Percy Rojas       |
| Árbitros asistentes | César Escano      |
| Árbitros asistentes | Luis Abadie       |
| Cuarto árbitro      | Miguel Magallanes |

| Campeón                    |
| León de Huánuco 2.º título |

| Campaña León de Huánuco 2009 | Campaña León de Huánuco 2009 | Campaña León de Huánuco 2009 | Campaña León de Huánuco 2009 | Campaña León de Huánuco 2009 | Campaña León de Huánuco 2009 | Campaña León de Huánuco 2009 | Campaña León de Huánuco 2009 | Campaña León de Huánuco 2009 | Campaña León de Huánuco 2009 | Campaña León de Huánuco 2009 | Campaña León de Huánuco 2009 | Campaña León de Huánuco 2009 | Campaña León de Huánuco 2009 | Campaña León de Huánuco 2009 | Campaña León de Huánuco 2009 | Campaña León de Huánuco 2009 | Campaña León de Huánuco 2009 | Campaña León de Huánuco 2009 | Campaña León de Huánuco 2009 | Campaña León de Huánuco 2009 | Campaña León de Huánuco 2009 | Campaña León de Huánuco 2009 | Campaña León de Huánuco 2009 | Campaña León de Huánuco 2009 | Campaña León de Huánuco 2009 | Campaña León de Huánuco 2009 | Campaña León de Huánuco 2009 | Campaña León de Huánuco 2009 | Campaña León de Huánuco 2009 | Campaña León de Huánuco 2009 | Campaña León de Huánuco 2009 | Campaña León de Huánuco 2009 | Campaña León de Huánuco 2009 | Campaña León de Huánuco 2009 | Campaña León de Huánuco 2009 | Campaña León de Huánuco 2009 | Campaña León de Huánuco 2009 | Campaña León de Huánuco 2009 | Campaña León de Huánuco 2009 | Campaña León de Huánuco 2009 | Campaña León de Huánuco 2009 | Campaña León de Huánuco 2009 |
| ---------------------------- | ---------------------------- | ---------------------------- | ---------------------------- | ---------------------------- | ---------------------------- | ---------------------------- | ---------------------------- | ---------------------------- | ---------------------------- | ---------------------------- | ---------------------------- | ---------------------------- | ---------------------------- | ---------------------------- | ---------------------------- | ---------------------------- | ---------------------------- | ---------------------------- | ---------------------------- | ---------------------------- | ---------------------------- | ---------------------------- | ---------------------------- | ---------------------------- | ---------------------------- | ---------------------------- | ---------------------------- | ---------------------------- | ---------------------------- | ---------------------------- | ---------------------------- | ---------------------------- | ---------------------------- | ---------------------------- | ---------------------------- | ---------------------------- | ---------------------------- | ---------------------------- | ---------------------------- | ---------------------------- | ---------------------------- | ---------------------------- |
|                              |                              |                              |                              |                              |                              |                              |                              |                              |                              |                              |                              |                              |                              |                              |                              |                              |                              |                              |                              |                              |                              |                              |                              |                              |                              |                              |                              |                              |                              |                              |                              |                              |                              |                              |                              |                              |                              |                              |                              |                              |                              |                              |
| Liga Superior de Huánuco     |                              |                              |                              |                              |                              |                              |                              |                              |                              |                              |                              |                              |                              |                              |                              |                              |                              |                              |                              |                              |                              |                              |                              |                              |                              |                              |                              |                              |                              |                              |                              |                              |                              |                              |                              |                              |                              |                              |                              |                              |                              |                              |

| 01-03-2009                                   | Heraclio Tapia         | Huánuco        | Alianza Universidad  | 5-3       | León Huánuco              |
| 08-03-2009                                   | Municipal San Rafael   | San Rafael     | Señor de Chacos      | 1-2       | León Huánuco              |
| 15-03-2009                                   | Municipal de Aucayacu  | Aucayacu       | Lolo FBC             | 3-4       | León Huánuco              |
| 22-03-2009                                   | Heraclio Tapia         | Huánuco        | Castillo Grande      | 0-6       | León de Huánuco           |
| 28-03-2009                                   | Heraclio Tapia         | Huánuco        | Unión Chaglla        | 0-4       | León de Huánuco           |
| 05-04-2009                                   | Heraclio Tapia         | Huánuco        | León de Huánuco      | 10-1      | Unión Bambamarca          |
| 12-04-2009                                   | Uni. Agraria Selva     | Tingo María    | UNAS                 | 0-3       | León de Huánuco           |
| 19-04-2009                                   | Municipal de Huácar    | Huácar         | Deportivo Municipal  | 1-0       | León Huánuco              |
| 03-05-2009                                   | Heraclio Tapia         | Huánuco        | León de Huánuco      | 2-1       | Alianza Universidad       |
| 09-05-2009                                   | Heraclio Tapia         | Huánuco        | León de Huánuco      | 3-2       | Señor de Chacos           |
| 17-05-2009                                   | Heraclio Tapia         | Huánuco        | León de Huánuco      | 3-0       | Lolo FBC                  |
| 31-05-2009                                   | Municipal de Panao     | Panao          | Unión Chaglla        | 0-1       | León de Huánuco           |
| 05-06-2009                                   | Heraclio Tapia         | Huánuco        | Unión Bambamarca     | 0-7       | León de Huánuco           |
| 14-06-2009                                   | Heraclio Tapia         | Huánuco        | León de Huánuco      | 7-1       | UNAS                      |
| 20-06-2009                                   | Heraclio Tapia         | Huánuco        | León de Huánuco      | 3-1       | Deportivo Municipal       |
| Departamental de Huánuco                     |                        |                |                      |           |                           |
| 23-08-2009                                   | Heraclio Tapia         | Huánuco        | León de Huánuco      | 2-1       | Bella Durmiente(L. Prado) |
| 30-08-2009                                   | Heraclio Tapia         | Huánuco        | León Huánuco         | 0-0       | Alianza Universidad       |
| 06-09-2009                                   | Heraclio Tapia         | Huánuco        | León Huánuco         | 4-0       | Cosmos Ripán(Dos de Mayo) |
| 27-09-2009                                   | Heraclio Tapia         | Huánuco        | León Huánuco         | 1-2       | Alianza Universidad       |
| Etapa Regional: Region V                     |                        |                |                      |           |                           |
| 04-10-2009                                   | Heraclio Tapia         | Huánuco        | León Huánuco         | 0-0       | Juventud Carhuacatac      |
| 08-10-2009                                   | Daniel Alcides Carrión | Cerro de Pasco | Sport Ticlacayán     | 1-2       | León Huánuco              |
| 18-10-2009                                   | Unión Tarma            | Tarma          | Juventud Carhuacatac | 0-3       | León Huánuco              |
| 25-10-2009                                   | Heraclio Tapia         | Huánuco        | León Huánuco         | 2-0       | Sport Ticlacayán          |
| 28-10-2009                                   | Heraclio Tapia         | Huánuco        | León Huánuco         | 1(1)-1(3) | Alianza Universidad       |
| Etapa Nacional: Octavos de final             |                        |                |                      |           |                           |
| 07-11-2009                                   | Ciudad de Cumaná       | Ayacucho       | Froebel Deportes     | 3-1       | León Huánuco              |
| 15-11-2009                                   | Heraclio Tapia         | Huánuco        | León Huánuco         | 2-0       | Froebel Deportes          |
| Etapa Nacional: cuartos de final             |                        |                |                      |           |                           |
| 22-11-2009                                   | Heraclio Tapia         | Huánuco        | Alianza Universidad  | 0-0       | León Huánuco              |
| 29-11-2009                                   | Heraclio Tapia         | Huánuco        | León Huánuco         | 1-0       | Alianza Universidad       |
| Etapa Nacional: Semifinal                    |                        |                |                      |           |                           |
| 06-12-2009                                   | Heraclio Tapia         | Huánuco        | León Huánuco         | 2-1       | Diablos Rojos             |
| 13-12-2009                                   | Guillermo Briceño      | Juliaca        | Diablos Rojos        | 2-0       | León Huánuco              |
| Etapa Nacional: Gran Finalísima              |                        |                |                      |           |                           |
| 16-12-2009                                   | Aliardo Soria          | Pucallpa       | Tecnológico          | 1-1       | León Huánuco              |
| 20-12-2009                                   | Heraclio Tapia         | Huánuco        | León Huánuco         | 0-0       | Tecnológico               |
| León de Huánuco Campeón de la Copa Perú 2009 |                        |                |                      |           |                           |